# Bart's Inner Child
Bart's Inner Child, llamado El niño que hay en Bart en España y Filosofía Bartiana en Hispanoamérica, es un capítulo perteneciente a la quinta temporada de la serie animada Los Simpson, emitido originalmente el 11 de noviembre de 1993. El episodio fue escrito por George Meyer y dirigido por Bob Anderson. James Brown y Albert Brooks fueron las estrellas invitadas.
En este episodio aparece con vida por última vez el Dr. Marvin Monroe, antes del retiro del personaje a partir de la séptima temporada, siendo la razón de su retirada los problemas en la garganta que le causaba al actor que lo interpretaba, Harry Shearer.

## Sinopsis
Todo comienza cuando Homer, después de ver un aviso en el periódico, pasa a buscar una cama elástica gratis, regalada por Krusty el Payaso. Una vez que tiene la cama elástica, Homer cobra entrada para que los niños de la ciudad salten sobre ella. Sin embargo, todos comienzan a lastimarse, lo que hace que el trampolín deba irse de la casa. Homer intenta deshacerse de él en varias formas, pero no lo logra, hasta que Bart le propone asegurarlo con un candado. Un minuto después, ya Snake Jailbird había robado la cama elástica. 
Marge y Homer, luego, comienzan a discutir sobre si había sido o no una buena idea deshacerse del trampolín. La discusión termina cuando Homer le dice a su esposa que era aburrida. Marge, ofendida, pasa la noche en la casa de sus hermanas Patty y Selma, donde ve un video de un gurú de autoayuda llamado Brad Goodman. Luego de que Marge y Homer vean un video de Goodman, llevan a toda la familia a una conferencia que el gurú daría en Springfield. 
En el seminario, Bart interrumpe la lectura que estaba llevando a cabo Goodman, diciendo que era aburrida. El gurú, lejos de enojarse, cree que Bart tiene la actitud perfecta que todo el mundo necesita: una actitud de hacer lo que se le antojase, sin preocuparse por nada. Luego, hace que el pueblo sea "como el niño". Todos en la ciudad comienzan a comportarse como Bart, lo que hace que el niño pronto pierda su identidad.
Para celebrar su nueva actitud y forma de vida despreocupada, el pueblo hace un festival llamado "Haga lo que se le antoje". El festival termina muy mal, ya que un lugar en donde se estaba llevando a cabo un show musical por James Brown queda arruinado (porque el encargado no había asegurado los remaches), y, además, una Rueda de la Fortuna termina saliéndose de su eje ya que no había sido aceitada. Las excusas de los encargados de hacer funcionar ambas cosas eran que "no se les había antojado hacerlo bien". Viendo que había problemas, la gente del pueblo culpa a Bart, ya que él había sido quien había empezado con todo. Comienzan a perseguirlo, pero Homer logra salvarlo subiéndolo a un carro. El pueblo, dándose por vencido, va a beber sidra a un lugar llamado el Viejo Molino. 
Todo termina cuando la familia Simpson vuelve a su casa, en donde discuten que un mundo sin reglas no puede ser bueno y que están felices de que todo terminó.